# Kagemusha, l'Ombre du guerrier
Pour plus de détails, voir Fiche technique et Distribution.
Kagemusha, l'Ombre du guerrier (影武者, Kagemusha), ou simplement Kagemusha, est un film américano-japonais réalisé par Akira Kurosawa, sorti en 1980.
Au XVIe siècle, le Japon est en proie à des guerres incessantes entre les clans. Le clan Takeda fait partie des plus puissants. Son chef charismatique, Takeda Shingen, rêve de prendre Kyoto et de s'emparer ainsi de tout le pays. Mais il est mortellement blessé avant de parvenir à ses fins, lors du siège du château de Noda. Pour protéger le clan, il ordonne alors à ses vassaux de dissimuler sa mort pendant une durée de trois ans.
Le frère de Shingen qui, à l'occasion, lui servait de doublure, met la main sur un sosie parfait. Celui-ci n'a cependant pas l'étoffe de Shingen et chacun s'inquiète de le voir démasqué. Lui qui n'est qu'un voleur sans envergure, devra braver les intrigues, tromper l'entourage de Shingen et défendre le territoire des Takeda.

## Synopsis
Le film s'ouvre sur un plan statique de six minutes dans lequel on voit le frère de Shingen, Nobukado, lui présenter un voleur qui vient d'échapper au crucifiement. Nobukado pense que la ressemblance du voleur avec Shingen pourrait s'avérer utile. Ce plan est en fait un montage dans lequel le même acteur joue les rôles de Shingen et du voleur. C'est la seule fois où on les voit ensemble, à part une brève scène de rêve.
L'armée de Shingen est en train d'assiéger un château appartenant à Tokugawa Ieyasu. Lorsque Shingen se rend sur les lieux pour écouter un mystérieux joueur de flûte nocturne, il est abattu par un tireur embusqué. Mortellement blessé, il ordonne à ses généraux de garder sa mort secrète pendant trois ans. Il leur conseille aussi fermement de ne pas attaquer pendant cette période mais de défendre leurs positions. Il meurt un peu plus tard, presque seul, dans un col où on l'avait transporté, et les témoins gênants sont éliminés.
Nobukado présente le voleur aux généraux et propose un plan pour que le kagemusha (« guerrier de l'ombre ».) tienne la place de Shingen à plein temps. Le voleur lui-même n'est pas au courant de la mort de Shingen, jusqu'à ce qu'il brise une urne dans laquelle il découvre le corps.
Des espions au service de Tokugawa et de son allié, Oda Nobunaga, suivent l'armée des Takeda qui rentre du siège. Ils soupçonnent d'abord que Shingen a été remplacé, mais le jeu du kagemusha finit par les convaincre du contraire.
De retour à son château, le kagemusha réussit à convaincre les concubines de Shingen et son petit-fils, Takemaru, qui semble même le préférer à l'original. En imitant les manières de Shingen, le kagemusha semble adopter l'attitude d'un maître zen, et parvient même à impressionner les gardes du corps et le wakashū, qui sont pourtant dans le secret. Quand il est mis à l'épreuve, lors d'un conseil avec ses généraux, il s'en remet à la devise du clan qui fait de Shingen une « montagne » inamovible et invincible.
Une autre épreuve survient lorsque Tokugawa et Nobunaga lancent une attaque contre le territoire des Takeda. Le fils de Shingen, Takeda Katsuyori, lance une contre-attaque malgré l'avis des autres généraux. Le kagemusha doit conduire des renforts à la bataille de Takatenjin et, par son exemple et son courage stoïque, obtient la victoire pour ses troupes.
Mais devenu trop sûr de lui, le kagemusha tente de monter le cheval fougueux de Shingen. Quand il est jeté à terre, l'imposture est démasquée, en raison de l'absence d'une cicatrice sur son épaule. Il est chassé du palais tandis que Katsuyori prend le contrôle du clan.
Contre l'avis donné jadis par son père, Katsuyori se lance dans une expédition intempestive hors de son territoire, contre Oda Nobunaga qui est maître de Kyoto. Cela le mène à la bataille de Nagashino, dans laquelle la puissante cavalerie et l'infanterie des Takeda, attaquant en vagues successives, sont fauchées par le feu des mousquets ennemis. Le clan des Takeda est réduit à néant (en réalité, il ne le fut qu'à la bataille de Tenmokuzan, après neuf ans de règne de Katsuyori). Le kagemusha, qui a suivi l'armée des Takeda, est témoin du massacre. Dans un ultime geste de loyauté, il saisit une lance et se jette contre les défenses d'Oda, ce pendant que Katsuyori s'enfuit. La dernière image du film montre le corps criblé de balles du kagemusha emporté par le courant aux côtés de la bannière du clan.

## Fiche technique
- Titre français : Kagemusha, l'Ombre du guerrier
- Titre original : 影武者 (Kagemusha?)
- Réalisation : Akira Kurosawa
- Scénario : Masato Ide et Akira Kurosawa
- Musique : Shin'ichirō Ikebe
- Photographie : Kazuo Miyagawa (consultant photographie), Asakazu Nakai (consultant photographie), Takao Saitō et Shōji Ueda
- Montage : Akira Kurosawa et Yoshihiro Iwatani
- Décors : Shinobu Muraki
- Production : Akira Kurosawa, Audie Bock et Tomoyuki Tanaka
- Sociétés de production : Toho et Twentieth Century Fox
- Budget : 6 millions de dollars
- Pays de production :  Japon,  États-Unis
- Langue originale : japonais
- Format : couleurs - 1,85:1 - 35 mm - mono
- Genre : drame , guerre
- Durée : 180 minutes (version japonaise) / 160 minutes (version internationale)
- Dates de sortie :
  - Japon : 26 avril 1980
  - France : 14 mai 1980 (Festival de Cannes) ; 1er octobre 1980 (sortie nationale)
  - États-Unis : 10 octobre 1980
  - Belgique : 13 novembre 1980 (Gand)

## Distribution
- Tatsuya Nakadai : (VF : Pierre Hatet) Takeda Shingen / (VF : Marc De Georgi) Kagemusha
- Tsutomu Yamazaki (VF : Georges Aminel) : Takeda Nobukado, frère cadet de Shingen
- Ken'ichi Hagiwara (VF : Pierre Arditi) : Takeda Katsuyori, fils de Shingen
- Jinpachi Nezu (VF : William Sabatier) : Tsuchiya Sohachirō, un des gardes du corps de Shingen
- Hideji Ōtaki (VF : Philippe Dumat) : Yamagata Masakage, général le plus expérimenté du clan Takeda
- Daisuke Ryū (VF : Jean Roche) : Oda Nobunaga, un rival de Shingen pour le contrôle du Japon
- Masayuki Yui (VF : Hervé Bellon) : Tokugawa Ieyasu, le principal allié de Nobunaga
- Kaori Momoi : Otsuyanokata, une des concubines de Shingen
- Mitsuko Baishō : Oyunokata, une autre concubine
- Hideo Murota : Baba Nobufusa, un général du clan Takeda
- Takayuki Shiho : Naitō Masatoyo, un général du clan Takeda
- Kōji Shimizu (ja) : Atobe Katsusuke, le confident de Katsuyori
- Noburo Shimizu : Hara Masatane, un général du clan Takeda
- Sen Yamamoto (ja) : Oyamada Nobushige, un général du clan Takeda
- Shuhei Sugimori : Kōsaka Masanobu, un général du clan Takeda
- Takashi Shimura : Taguchi Gyobu, l'assistant d'un docteur (scène coupée dans la version internationale du film)

## Production

### Genèse
Une partie du film traite d'événements historiques réels, comme la mort de Shingen Takeda ou la bataille de Nagashino en 1575.

### Tournage
Francis Ford Coppola et George Lucas sont tous deux crédité comme producteurs exécutifs de la version internationale du film, après avoir réussi à persuader la 20th Century Fox d'apporter un complément budgétaire à ce que pouvait offrir la Tōhō. Toujours dans l'optique de lever des fonds pour le film, Coppola et Kurosawa sont apparus ensemble dans des publicités pour le whisky Suntory.

### Post-production
Dans le film, Tatsuya Nakadai incarne Takeda Shingen et le Kagemusha. Dans la version française, les personnages ont chacun une voix différente pour bien les distinguer.

## Postérité
Le film influença Kate Bush pour le clip de sa chanson Babooshka, tirée de l'album Never for Ever, sorti en 1980.

## Distinctions

### Récompenses
- Festival de Cannes 1980 : Palme d'or.
- Hochi Film Awards 1980 : meilleur film et meilleur second rôle masculin pour Tsutomu Yamazaki.
- BAFTA Awards 1981 : meilleurs costumes et meilleur réalisateur.
- Blue Ribbon Awards 1981 : meilleur acteur (Tatsuya Nakadai), meilleur film et meilleur nouvel acteur (Daisuke Ryu).
- César 1981 : meilleur film étranger.
- Prix David di Donatello 1981 : meilleur réalisateur étranger.
- Ruban d'Argent 1981 (Syndicat national des journalistes cinématographiques italiens) : meilleur réalisateur pour un film étranger.
- David di Donatello du meilleur réalisateur étranger 1981 : meilleur réalisateur étranger.
- Kinema Junpo Awards 1981 : meilleur second rôle masculin (Tsutomu Yamazaki).
- Prix du film Mainichi 1981 : meilleur acteur (Tatsuya Nakadai), meilleure direction artistique (Yoshirô Muraki), meilleur réalisateur, meilleur film et meilleure musique.

### Nominations
- BAFTA Awards 1981 : meilleure photographie (Takao Saitô et Masaharu Ueda) et meilleur film
- Golden Globe 1981 : meilleur film étranger
- Oscar 1981 : meilleure direction artistique et meilleur film étranger